# Hrihori Epik
Hrihori Danilovich Epic, en ucraniano: Григорій Данилович Епік, en ruso: Григорий Данилович Эпик, romanizado: Grigori Danilovitch Epik, (Kamyanka, 4 de enerojul./ 17 de enero de 1901greg. - Sandarmoj, 3 de noviembre de 1937) fue un escritor, traductor y periodista ucraniano. Perteneció al Renacimiento fusilado, una generación de escritores de la R. S. S. de Ucrania eliminada durante la Gran Purga estalinista.

## Vida

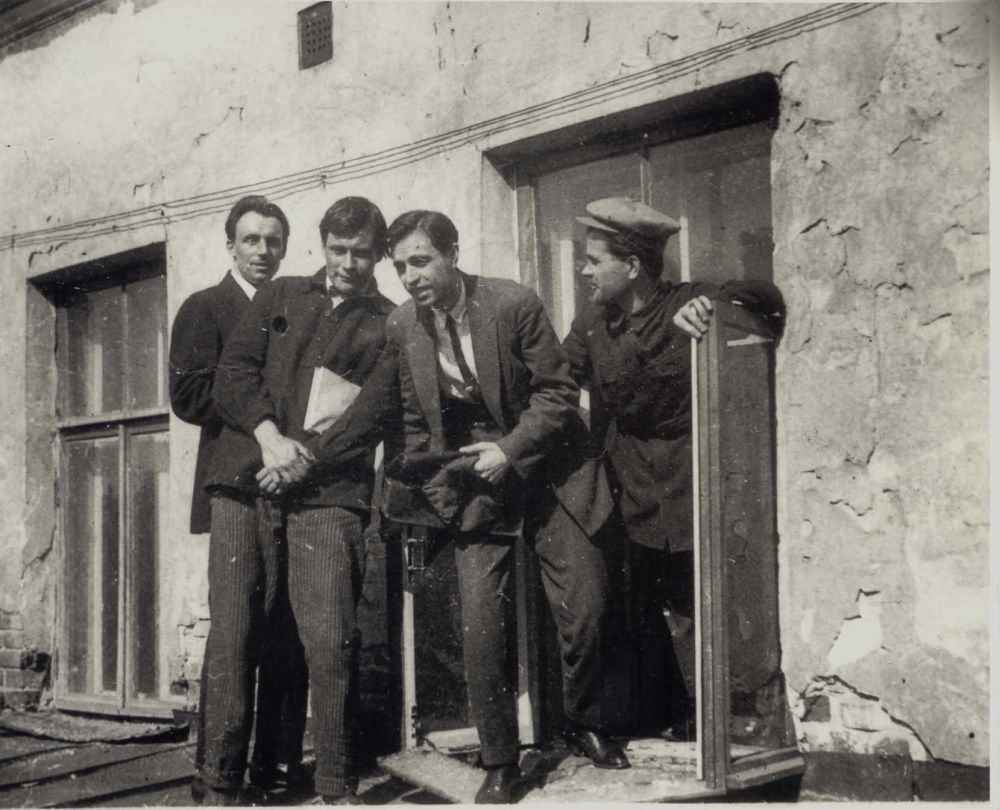
Járkov, 1926. De izquierda a derecha: Petro Pansch, Maik Yohansen, Vasil Vrashlivi, Hrihori Epik

Hrihori Epik nació en el asentamiento de Kamyanka [Кам'янка], en el actual raión de Amur-Nyzhnyodniprovsk de la ciudad de Dnipro.
A partir de 1919 fue miembro del Partido Comunista. Entre 1920 y 1925 Epik trabajó como editor. De 1925 a 1929 estudió en Járkov, en el Instituto de Marxismo-Leninismo y vivió en la casa de escritores Slovo [Palabra], en el apartamento 7. Después de graduarse, se convirtió en director de una editorial y miembro de varias organizaciones literarias. Sus escritos, incluidas colecciones de cuentos y novelas, se publicaron por primera vez en Poltava, en 1923. En la década de 1920 criticó duramente en su prosa algunos aspectos del régimen soviético, pero escribió sus últimas novelas Перша весна [La primera primavera] de 1931 y Петро Ромен [Petro Romen] de 1932 dentro del espíritu del estalinismo. Algunas de sus obras han sido traducidas al alemán, hebreo, rumano, polaco, ruso y bielorruso.
Epik fue detenido durante las purgas de Stalin, el 5 de diciembre de 1934, y el 28 de marzo de 1935 en Kiev fue acusado por una Corte Militar del Tribunal Supremo de la URSS de pertenecer a una organización contrarrevolucionaria y condenado a 10 años de prisión. Una troika especial de la NKVD de la región de Leningrado lo condenó el 9 de octubre de 1937 a muerte por fusilamiento. El veredicto se dictó durante una ejecución masiva de presos para conmemorar el 20 aniversario de la Revolución de Octubre de 1917 en Sandarmoj, en Carelia. Oficialmente, la fecha de su muerte se dio incorrectamente como el 28 de enero de 1942.